# Ionut Moisa
Ionut Moisa (ur. 5 maja 1987 w Podu Turcului) – rumuński wioślarz.

## Osiągnięcia
- Mistrzostwa Świata Juniorów – Banyoles 2004 – czwórka ze sternikiem – 7. miejsce[1].
- Mistrzostwa Świata Juniorów – Brandenburg 2005 – dwójka bez sternika – 1. miejsce[1].
- Mistrzostwa Świata Juniorów – Brandenburg 2005 –  ósemka – 3. miejsce[1].
- Mistrzostwa Świata U-23 – Hazewinkel 2006 – czwórka ze sternikiem – 4. miejsce[1].
- Mistrzostwa Świata U-23 – Hazewinkel 2006 – ósemka – 4. miejsce[1].
- Mistrzostwa Świata – Eton 2006 – ósemka – 12. miejsce[1].
- Mistrzostwa Świata U-23 – Glasgow 2007 – czwórka bez sternika – 4. miejsce[1].
- Mistrzostwa Świata – Monachium 2007 – czwórka bez sternika – 21. miejsce[1].
- Mistrzostwa Europy – Poznań 2007 – ósemka – 6. miejsce[1].
- Mistrzostwa Europy – Ateny 2008 – ósemka – 7. miejsce[1].